# Marokko en de Europese Unie
De betrekkingen tussen Marokko en de Europese Unie begonnen al snel na de oprichting van de Europese Gemeenschap voor Kolen en Staal in 1952. Het was echter vanaf dat koning Mohammed VI aan de macht kwam dat er meer en intensiever wordt samengewerkt.

## Aanvraag lidmaatschap
Marokko diende op 20 juli 1987 een aanvraag in voor lidmaatschap van de Europese Gemeenschap. De aanvraag werd echter afgewezen omdat Marokko niet als een Europees land werd gezien en daarom geen lid kon worden. De afwijzing kwam niet onverwacht aangezien de Koning twee jaar van tevoren al onderzoek had laten uitvoeren waaruit dezelfde conclusie kwam.
Het is echter ook goed mogelijk dat de afwijzing te maken had met de beroerde democratische en mensenrechtelijke situatie van het land, die inmiddels zijn verbeterd waardoor onofficieel een nieuwe poging wordt gedaan voor lidmaatschap. In 2006 verklaarde eurocommissaris voor Buitenlands Beleid en Uitbreiding Benita Ferrero-Waldner: "De Europese Unie heeft al een zeer hechte band met Marokko en er wordt onderzoek gedaan naar nog verdergaande mogelijkheden."
Eind 2008 werd Marokko de "geavanceerde status" toebedeeld door de EU. Dit wil zeggen dat Marokko meer dan een bondgenoot is, maar minder dan een lidstaat. Dit is de hoogste status die een niet-lidstaat kan krijgen in zijn relatie met de EU.